# Torri di Corso Donati
Le torri di Corso Donati sono due edifici storici di Firenze, nello stesso isolato e visibili da piazza San Pier Maggiore. La prima si trova su Borgo Albizi 11, unita poi al "palazzo Donati", la seconda in via Matteo Palmieri 35r, unita poi al Palazzetto di Francesco Maria de' Medici.

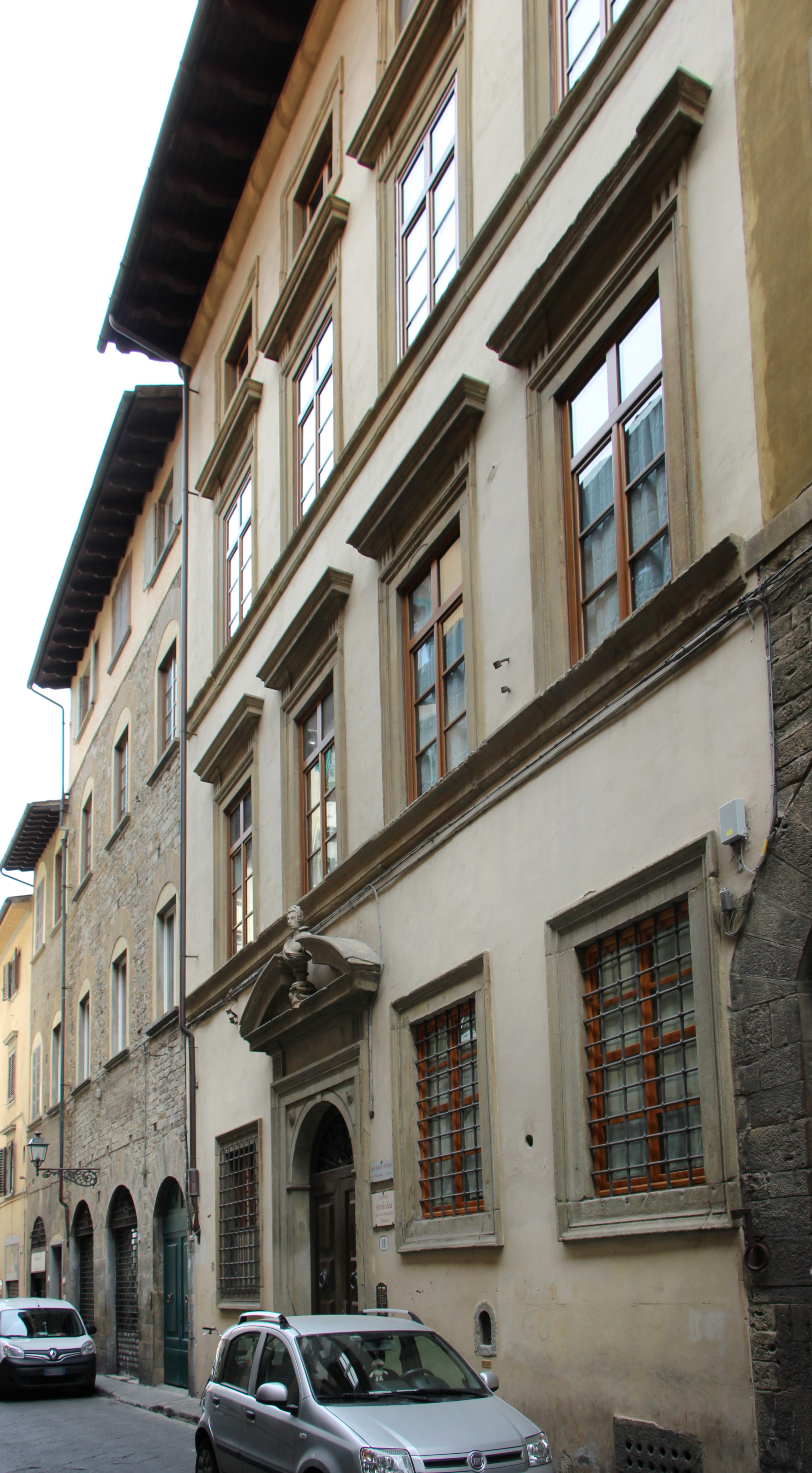
Palazzo Donati

I Donati possedevano numerose case in questa zona. In via del Corso, ai n. 31-33 rosso, esiste ancora quella che viene chiamata Torre dei Donati. Corso Donati era il capo della famiglia nel periodo di maggiore notorietà, dovuto allo scontro con la famiglia Cerchi che fu all'origine dello spaccamento di Firenze nelle fazioni dei guelfi bianchi e neri.
Le due torri che erano di proprietà di Corso, sono tra le meglio conservate di Firenze e svettano sugli edifici circostanti.

## Torre di palazzo Donati
La prima torre è in Borgo Albizi al n. 11, veniva anticamente chiamata anche Torre di Gemma, perché si pensava erroneamente che fosse appartenuta a Gemma Donati, la moglie di Dante Alighieri. È incorporata nel palazzo Donati, che si presenta con una bella facciata cinquecentesca dalle forme vagamente buontalentiane, svela le più antiche origini per una torre medioevale già dei Donati (detta di Corso Donati o, impropriamente, torre di Gemma perché reputata appartenuta a Gemma Donati) che, pur inglobata nella fabbrica, svetta verso l'alto, sostanzialmente in asse con l'ingresso principale dell'edificio. 
Dai Donati, ai primi del Quattrocento, la torre con la casa attigua passò agli Albizi, ai quali si deve l'edificazione del palazzo nelle forme attuali. Nel Settecento la proprietà passò ai Tassinari e quindi ai Casuccini. Dopo alcuni interventi di restauro condotti nel 1919, l'edificio fu oggetto di una radicale trasformazione interna e di un "rialzamento della torre" tra il 1931 e il 1932, su progetto dell'ingegnere Luigi Squarcialupi e su commissione della famiglia Piazzesi, divenutane proprietaria. Altre modifiche interne sono attestate nel 1985, in ragione delle necessità dell'utilizzo di parte della proprietà come 'locanda', mentre un nuovo intervento di conservazione della facciata risale al 1993. 
La torre presenta il tipico rivestimento a filaretto di pietra e numerosi erri che affiancano le finestre. Il disegno del palazzo, viceversa, si caratterizza per le finestre con cornici in pietra e architravi aggettanti che spiccano sull'intonaco chiaro, allineate sulle due fasce marcapiano. Sul portone, inserito nel timpano semicircolare spezzato, è un busto di Cosimo II in marmo, scolpito da Chiarissimo Fancelli (come segnalato da Filippo Baldinucci) e raffigurante il granduca in armatura contemporanea, risalente al periodo in cui l'edificio fu proprietà degli Albizi. Tra le finestre rettangolari al piano terra, profilate da cornici in pietra e con grate metalliche, si trova una buchetta del vino.
Nell'androne, in parte decorato, è un tabernacolo con un'antica immagine della Madonna col Bambino, graffita e una statua di Dante in terracotta imprunetina del XIX secolo. Sull'arco di fondo dello stesso androne è uno scudo dipinto con l'arme della famiglia Piazzesi, databile agli anni trenta del Novecento. Oltre il cancello si apre una piccola e raccolta corte ora tenuta a giardino, porticata solo sul lato est con colonne con capitelli ionici e archi a tutto sesto. 
Attualmente il palazzo è in parte occupato da un albergo.  L'edificio è sottoposto a vincolo architettonico.

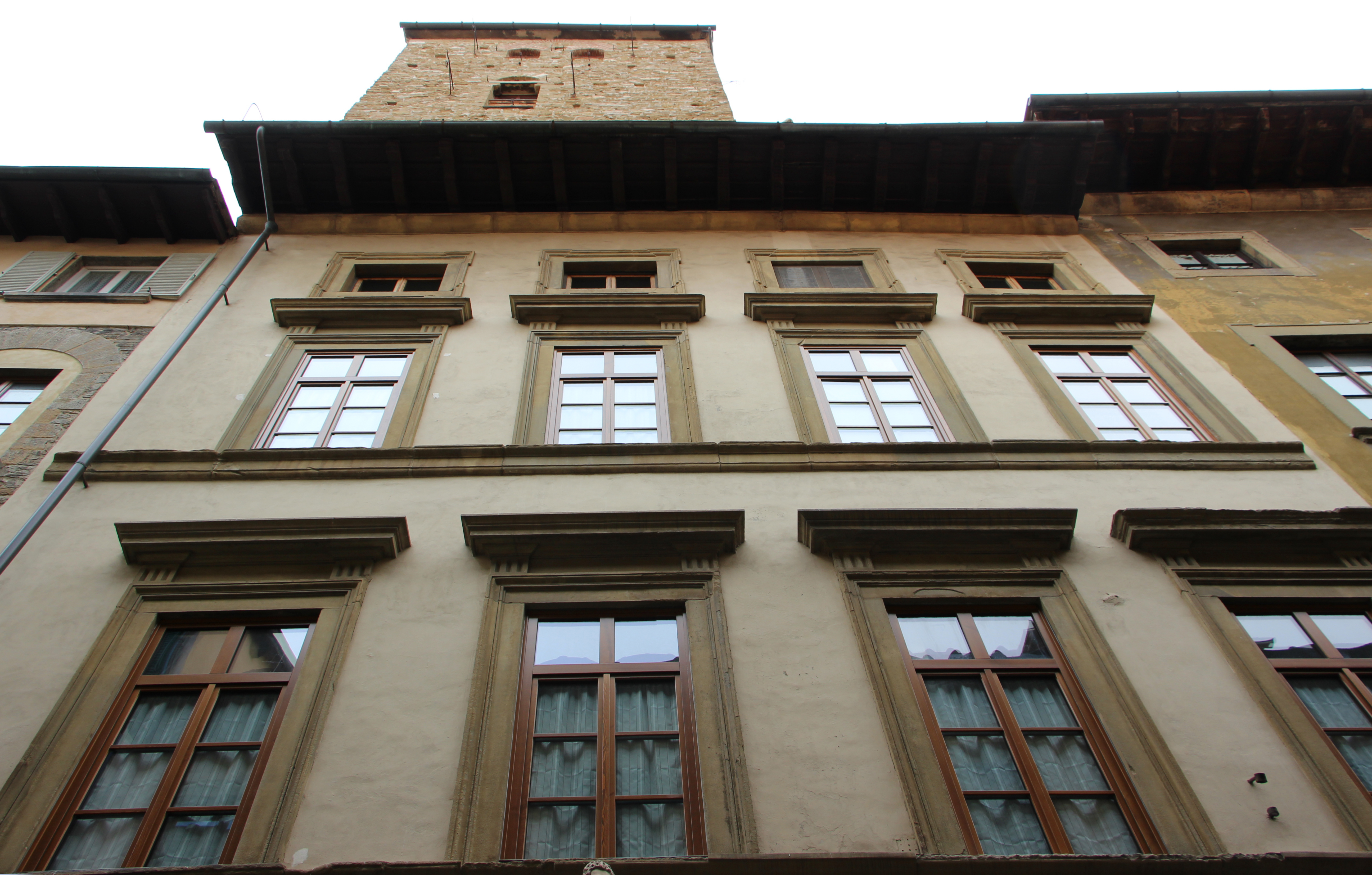
Palazzo Donati con la torre che sporge
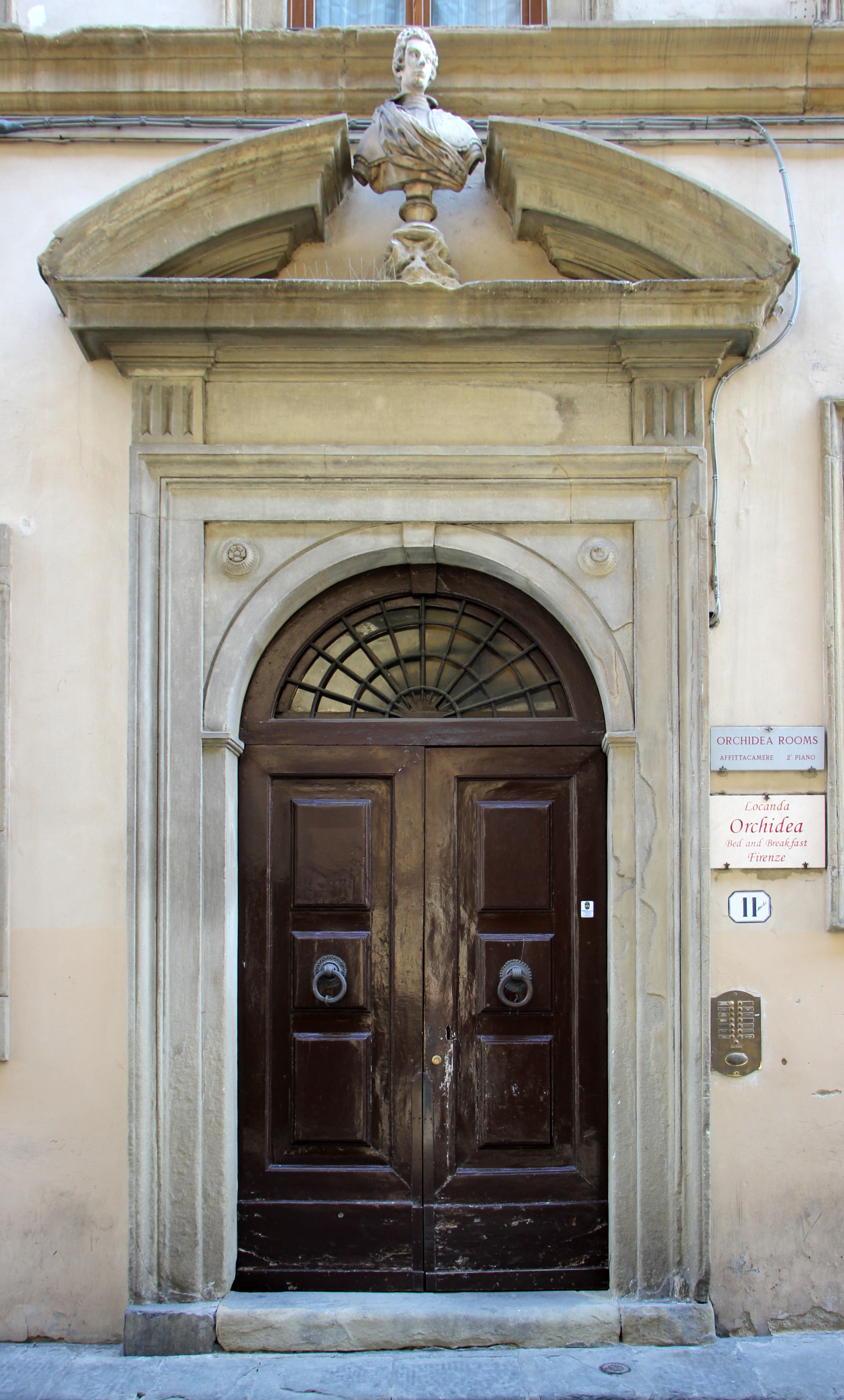
Portale
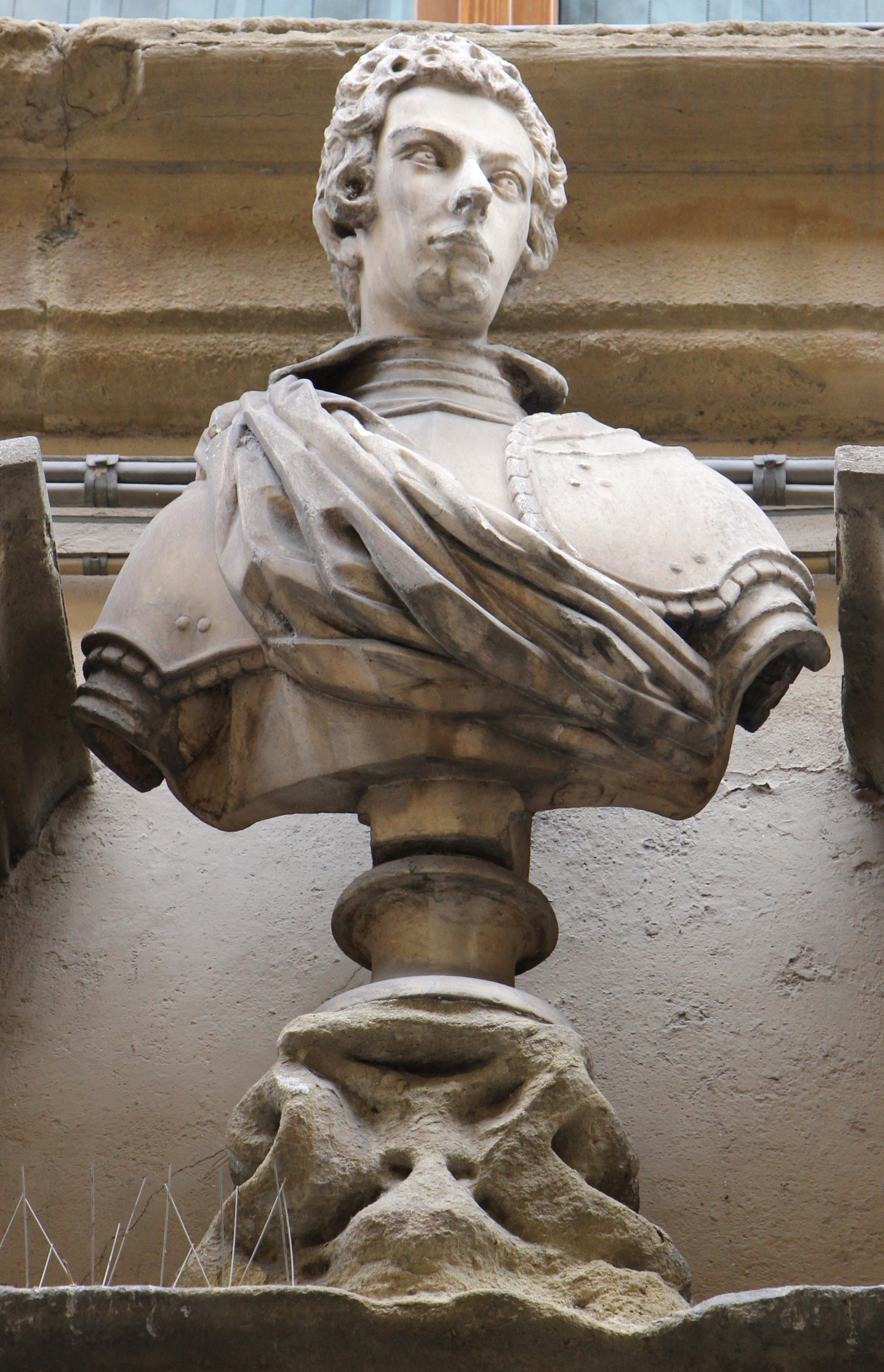
Busto di Cosimo II
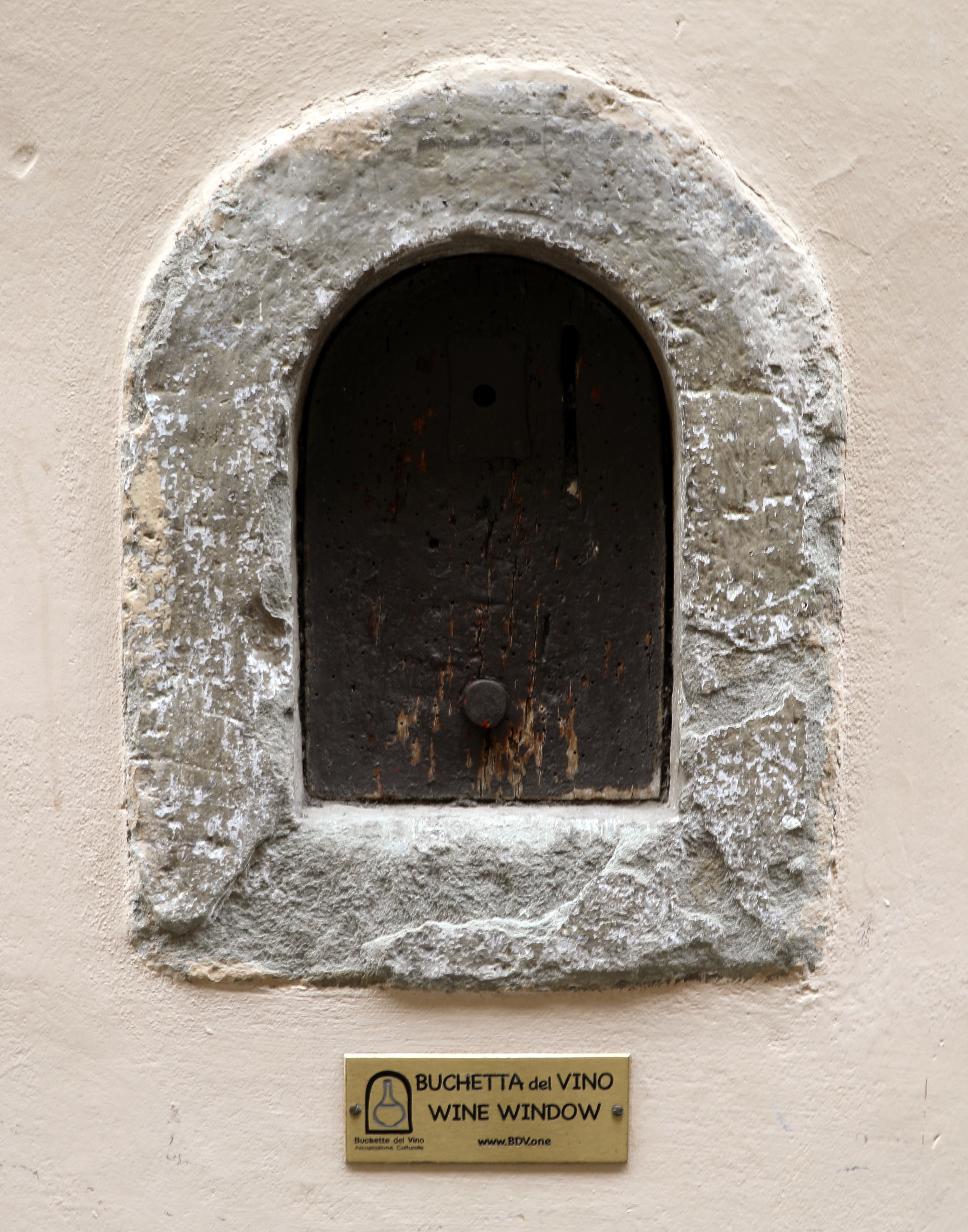
Buchetta del vino
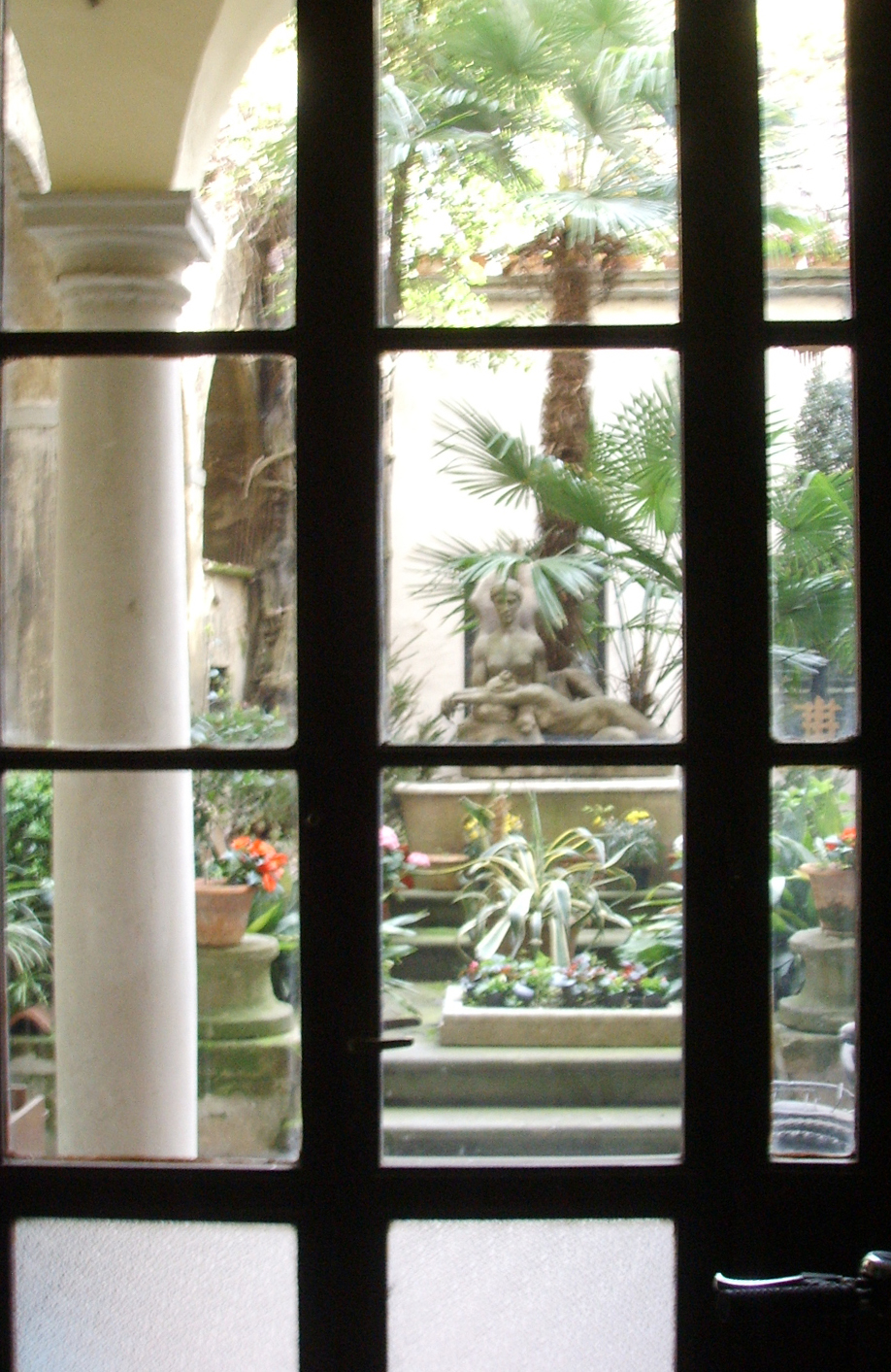
Il giardino di Palazzo Donati
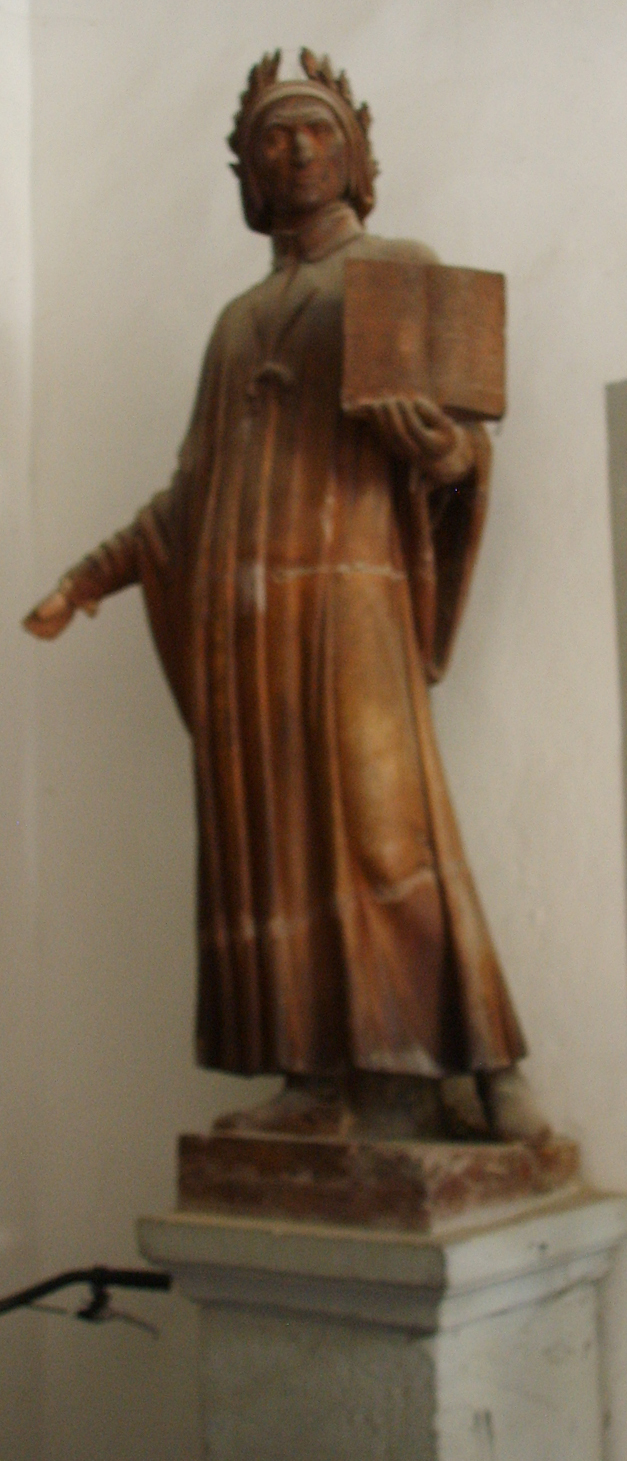
La statua di Dante

## Torre Donati di San Pier Maggiore

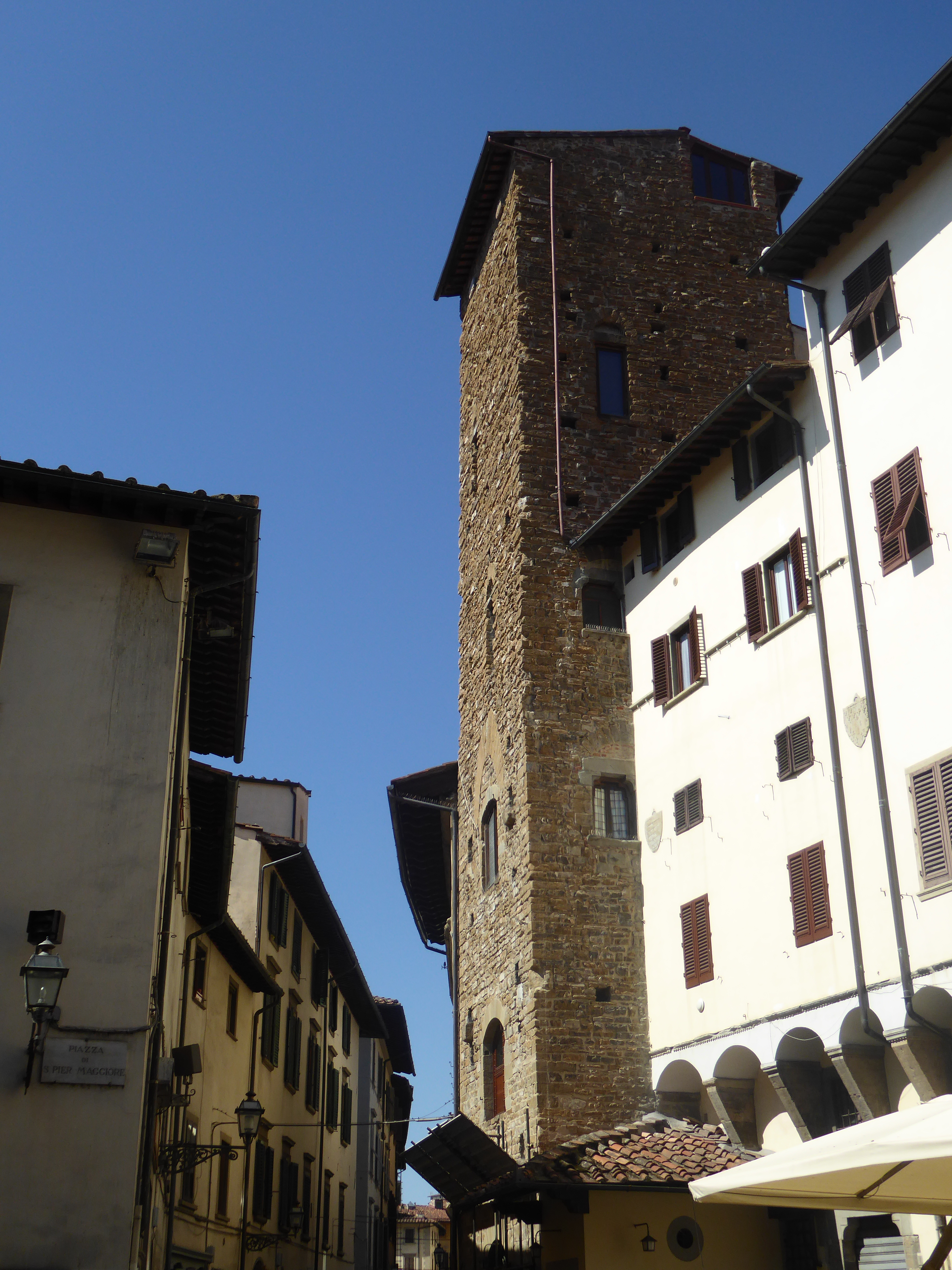
La torre su via Palmieri

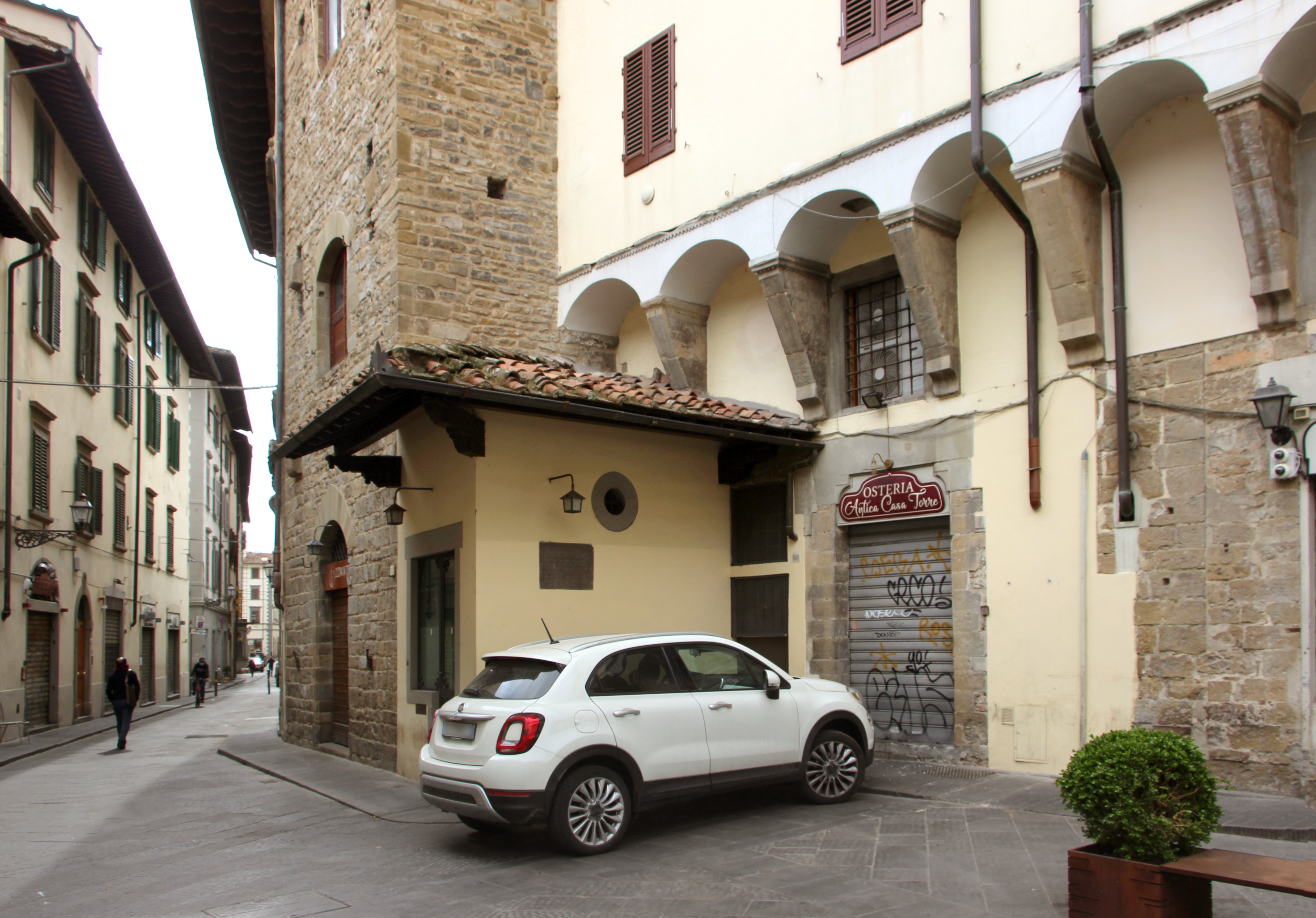
Portale della seconda torre

La seconda torre su via Palmieri 35 rosso, angolo piazza San Pier Maggiore fu dei Corbizi e quindi dei Donati, ed è nota e segnalata nella letteratura per essere stata nel 1308 luogo dell'ultimo tentativo di resistenza di Corso Donati contro i guastatori della Signoria, inviati a furor di popolo contro l'anziano capo dei Guelfi Neri, sospettato di volersi fare Signore della città con l'aiuto di Uguccione della Faggiola. 
Ancora dei Donati nel 1427, la torre seguì successivamente le proprietà del vicino Palazzetto di Francesco Maria de' Medici (al n. 9, anche questo sorto su antiche proprietà dei Donati) e a questo annessa, passando agli Amadori, ai Finali e, nel 1688, a un ramo secondario della famiglia Medici, mantenendosi nella sua discendenza fino al 1798. Tra gli anni venti e trenta del Novecento la torre fu interessata da un importante intervento di consolidamento e restauro (con rimozione degli intonaci, riapertura delle antiche luci, ripresa del paramento in pietra e apposizione di catene in ferro) sotto la direzione dell'ingegner Carlo Picchi. Grazie agli ulteriori restauri effettuati negli anni settanta, è ora questa una delle torri medioevali fiorentine più chiaramente leggibile nella sua struttura originaria, pur essendo affiancata da edifici più tardi. 
Sviluppata su sei livelli, presenta un portone con ghiera e tre finestre asimmetriche sul fronte principale, oltre alle consuete buche pontaie con mensole sottostanti. Si tenga presente che questa torre, tramite il palazzo Corbizi che si sviluppa a lato e posteriormente, è collegata con l'altra torre dei Donati di Borgo degli Albizi 11. "La funzione di insula fortificata dell'isolato appartenente alla consorteria dei Donati è dimostrata, oltre che dalla presenza delle due torri, dall'estrema compattezza del fronte strada e, per inverso, dalla notevole articolazione dello spazio interno, segnato da numerose corti e passaggi di collegamento. La notevole potenza della famiglia guelfa dei Donati, giunta all'apice con la figura di Corso, trova il suo corrispettivo architettonico nella rilevante altezza delle due torri, di gran lunga emergenti dal tessuto circostante". Curioso è il portale al primo piano, al quale corrispondeva probabilmente un ballatoio ligneo.
Sul basso edificio che affianca la torre dal lato della piazza è un bando dei Capitani di Parte del 1639, già trascritto da Francesco Bigazzi, che ingiunge "che nessuno ortolano o altri possa star a vendere robbe di sorte alcuna su la piazza di S. Pier Maggiore cominciando dal luogo dove sarà affissa la presente proibizione". È un riferimento al mercato che si teneva in via Matteo Palmieri e adiacenze, come testimoniano ancora le lapidi di "confine di mercato" in vari angoli di questa zona. È curioso che la piazza oggi sia uno dei pochi luoghi del centro in cui il Comune ha autorizzato la presenza fissa di una bancarella di ortolano, nei pressi dell'arco di San Pierino. 
| LI MTI:ILLRI:SSRI:CAPITANI DI PARTE DELLA CITTA DI FIRENZE PER ORNAMENTO DELLA CITTA E REVERENA DEL CVLTO DIVINO PROIBISCONO CHE NES SVNO ORTOLANO, O ALTRI POSSA STAR A VENDERE ROBBE DI SORTE ALCVNA SV LA PIAZZA DI · S · PIER MAGGRE · COMINCIANDO DAL LVOGO DOVE SARA AFFISSA LA PRESENTE PROIBIZIONE SOTTO PENA D'VNO SCVDO, E DELLA CATTVRA, E TUTO: DATOSI NELLA PARTE A DI XX DI GIUGNO MDCXXXIX · |

La trascrizione completa è: «Li molto illustri signori Capitani di Parte della città di Firenze per ornamento della città e reverenza del culto divino (con riferimento alla vicina chiesa di San Pier Maggiore) probiscono che nessun ortolano o altri [venditori ambulanti] possa[no] stare a vendere robe di sorte alcuna sulla piazza di San Pier Maggiore cominciando dal luogo dove sarà affissa la presente proibizione, sotto pena d'uno scudo e della cattura e tutto datosi nella parte a dì 20 di giugno 1639».
La torre appare nell'elenco redatto nel 1901 dalla Direzione Generale delle Antichità e Belle Arti quale edificio monumentale da considerare patrimonio artistico nazionale.